# Coleophora pulchricornis
Coleophora pulchricornis é uma espécie de mariposa do gênero Coleophora pertencente à família Coleophoridae.